# Chōkoku-ji (Atsugi)

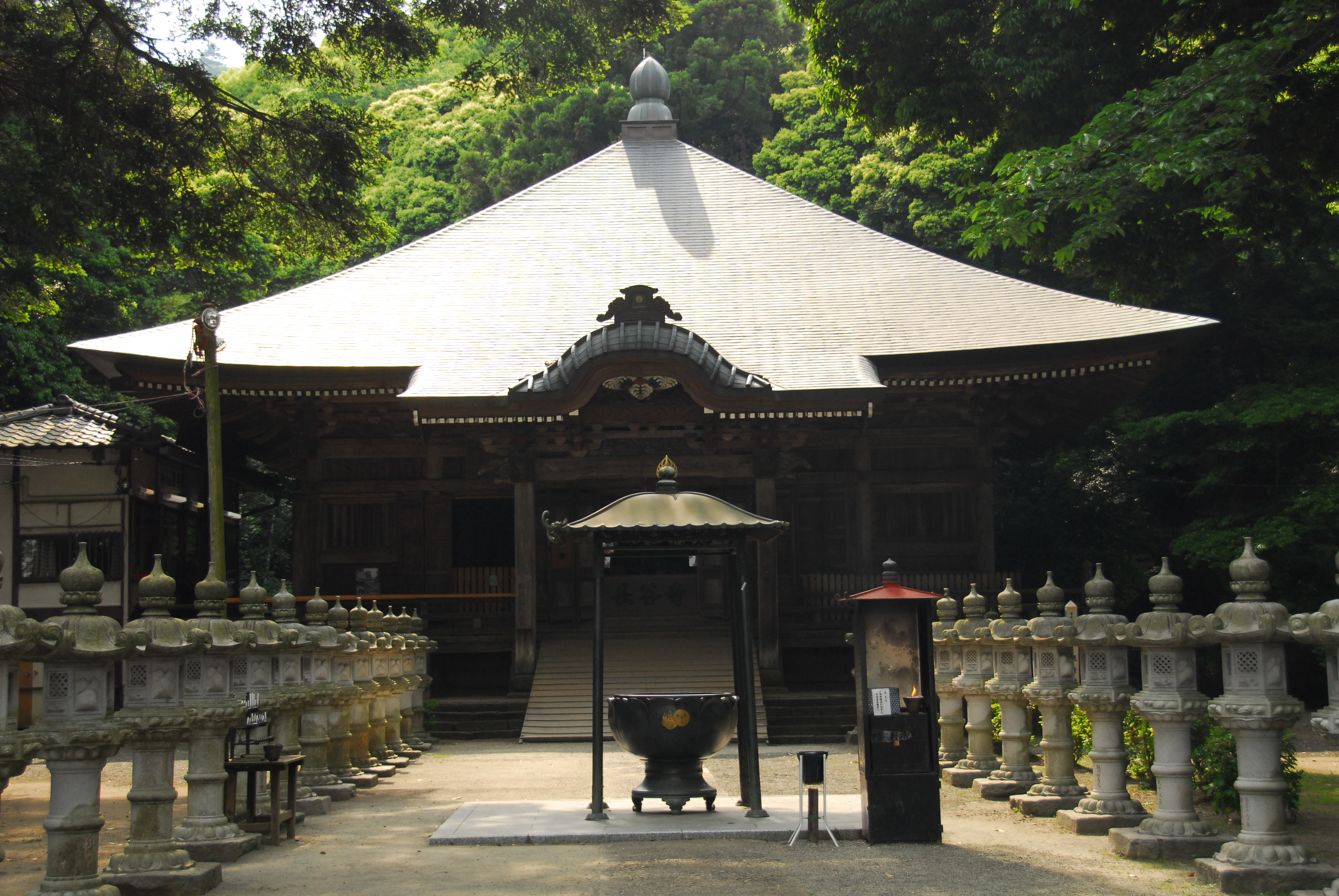
Haupthalle

Der Chōkoku-ji (japanisch 長谷寺), mit dem Bergnamen Iinoue-yama (飯上山), auch Iiyama Kannon (飯山観音) genannt, ist ein Tempel der Shingon-Richtung des Buddhismus in den Bergen am Rande von Atsugi (Präfektur Kanagawa), Japan. In der traditionellen Zählung ist er der 6. der 33 Tempel der Kantō-Region.

## Geschichte
Der Tempel wurde der Überlieferung nach von Priester Gyōki im Jahr Jinki 2 (725), also in der Nara-Zeit gegründet. Es heißt, dass der Tempel im Jahr 988 zum 6. Tempel in der Gruppe der 33 Tempel der Kantō-Region wurde. Jedes Jahr findet am 3. November, also am Tag der Kultur, das Tempelfest statt. Dabei werden 33 Kannon-Figuren in einer Prozession herumgetragen, und es wird das „Übers Feuer springen zur Abwehr des Bösen“ (厄除火渡 Yakuyoke hiwatari) durchgeführt.

## Die Anlage
Steigt man die Anhöhe hinauf, kommt man zum Tempeltor, das hier als Niō-Tor (仁王門 Niō-mon), also als Tor mit den beiden Tempelwächtern (Niō) rechts und links vom Durchgang ausgeführt ist. Auf dem Weg zur Haupthalle sieht man auf der linken Seite eine hochgewachsene Steineibe und daneben eine Gruppe von sechs Jizō, der Signatur nach aus dem Jahr 1711. Vor der Haupthalle ist der Weg rechts und links von neueren Steinlaternen gesäumt.
Die jetzige Haupthalle (本堂 Hondō) stammt aus der mittleren Edo-Zeit. Im Glockenturm (鐘楼 Shōrō) hängt eine Kupferglocke aus dem Jahr 1442, die ein Kiyohara Kunimitsu (清原 国光) gegossen hat. Hinter der Haupthalle führt ein Weg hoch zum Hakusan-Schrein (白山神社 Hakusan-jinja).

## Schätze des Tempels
In der Haupthalle findet sich Reihe von buddhistischen Skulpturen. Hauptkultfigur ist eine kleine elfgesichtige Kannon, 10,6 cm groß. Sie ist die Begleiterin einer elfgesichtigen Kannon, 175 cm groß, die aus einem Stück Kampferholz gefertigt wurde. Die kleine Kannon befindet sich in einem Schrein (厨子 Zushi) und ist im Rahmen des esoterischen Buddhismus nicht öffentlich zugänglich.